# Allium aegilicum
Espèce
Classification APG III (2009)
Allium aegilicum est une espèce de plantes à fleurs du genre Allium et de la famille des Amaryllidaceae. C'est une plante vivace décrite par Dimítrios B. Tzanoudákis,,. Elle est originaire de Grèce et n'a pas de sous-espèce connue.